# Jeffrey Donovan
Jeffrey Thomas Donovan (11 de mayo de 1968) es un actor de cine, teatro y televisión estadounidense.

## Biografía

### Inicios
Donovan nació en Amesbury, Massachusetts, Estados Unidos. Después de graduarse de Universidad de Massachusetts (conocida como UMass Amherst ) con un Diploma en artes en teatro, fue a estudiar a la Universidad de Nueva York, donde obtuvo un Master de Bellas Artes en actuación. Antes de asistir a UMass Amherst, Donovan estudió en el Bridgewater State College, también en Massachusetts.

### Carrera
Después de obtener su master, Donovan hizo su debut en la película Taken. Su siguiente película, Throwing Down, ocupó la parte superior al Premio del Jurado en el Festival de Cine de los Hamptons [cita requerida]. Donovan interpretó a Jeffrey Patterson en Blair Witch 2. Desde entonces, Donovan ha sido visto en la televisión como invitado en Homicide: Life on the Street, The Pretender, Spin City, Witchblade, Monk, CSI: Miami, y La ley y el orden. Ha actuado en  películas para la televisión y en la serie de ficción de la cadena USA Touching Evil (protagonizada por Vera Farmiga). Tuvo un papel como el villano doctor Sloan en la serie de televisión Umbral. Ha tenido roles principales en varias películas. Donovan apareció en el 2005 en la comedia romántica Hitch protagonizada por Will Smith y Kevin James. Interpretó a Cal en el 2006 la película Come Early Morning junto a Ashley Judd. También en 2006, como el protagonista de la película Creer en mí, en el que desempeñó al entrenador de un equipo de baloncesto femenino de Middleton, Oklahoma. Participó en el rodaje de la película Extinction, estrenada en 2014 y con dirección a cargo de Miguel Ángel Vivas, en una adaptación de la novela Y pese a todo, obra del escritor español Juan de Dios Garduño.
En 2015 apareció en la segunda temporada de la serie de televisión Fargo, en el papel de Dodd Gerhardt y en 2016 interpretó a John F. Kennedy en la película independiente LBJ.

### Burn Notice
Donovan formó parte de Crossing Jordan como William Ivers.  Aun así, la interpretación que le catapultó a la fama fue su papel protagonista en la serie de la Cadena USA Burn Notice, dando vida a Michael Westen, un agente secreto que ha sido quemado y lucha para recuperar su vida. La serie fue todo un éxito en EE. UU. a lo largo de 7 temporadas.
Donovan participó en diversas producciones teatrales, tales como Una vista del Puente como Marco, Pide un inspector y fuera de Broadway en cosas que usted debe decir pasada la medianoche como Gene, Hamlet como Hamlet, La gloria de vivir como Clint, Juguetes en el ático como Julian Berniers, a orillas del río como Terry, Edipo como Teiresias y en Freedomland como Seth.
Donovan terminó la filmación de la película Changeling en diciembre de 2007. En la película (dirigida por Clint Eastwood), hace frente a estrellas como Angelina Jolie actuando como un capitán de policía corrupto.
En el año 2015 participó en la película Sicario, repitiendo el papel en 2018 en la secuela Sicario "Día del Soldado".